# 脊髓損傷
脊髓損傷（spinal cord injury，SCI）是由于各种致伤病因素（外伤、炎症、肿瘤等）引起的脊髓结构、功能的横贯性损伤，造成损伤节段平面以下的脊髓神经功能障碍。脊髓损伤会對脊髓造成的暫時性或永久性的伤害，這可能會導致脊髓功能喪失。
脊髓損傷分为原发性脊髓损伤和继发性脊髓损伤。常見的成因爲車禍等造的外傷、或橫貫性脊髓炎等相關疾病，根據損傷位置的不同，病情也會有所差異，從完全無徵兆到半身不遂、完全癱瘓都可能存在。
針對不同情況的脊髓損傷的治療包括穩固脊椎、控制炎症等。很多時候，特別是在已經對患者行動造成影響的情況下，脊髓損傷都需要長期的理療。一些新的療法也正在開發之中。

## 外部連結
- 中的“脊髓損傷”
- Cochrane Injuries Group （页面存档备份，存于）
- Spinal Cord Infarction: Lamination of Fibers （页面存档备份，存于）
- 中的“脊髓損傷”